# EADS Do-DT 55

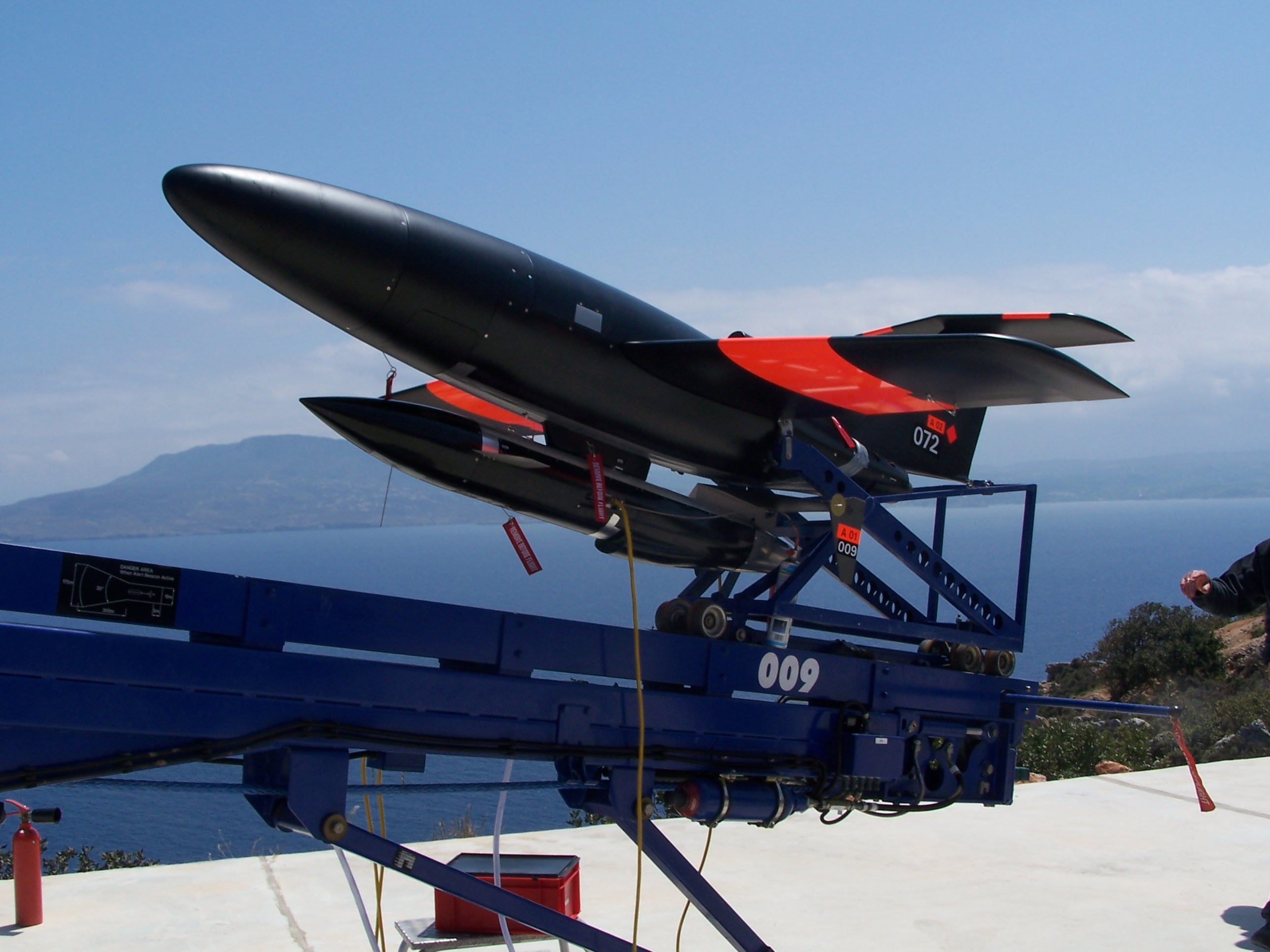
EADS DO-DT 25 Carrier

Die Do-DT 55 ist eine von der EADS hergestellte Zieldarstellungsdrohne. Sie stellt beim Luftverteidigungstraining das zu bekämpfende Ziel dar.
Die deutsche Luftwaffe hatte 2003 die Forderung nach einer Flugzieldarstellungsdrohne zur Simulierung einer ARMS (Anti Radiation Missile System = Anti Radar Flugkörper System, z. B. AGM-88 HARM oder ALARM). EADS startete mit einer Konzeptstudie, welche zur Do-DT 55 ARMS führte.
Das Konzept sah vor, die Do-DT 55 im Flug zu starten. Dazu sollte eine Do-DT 25 als Träger für die Do-DT 55 dienen. Die Do-DT 55 sollte dazu mittels eines Trägers an der Do-DT 25 befestigt werden und mit ihr gemeinsam durch Katapultstart in die Luft gebracht werden. In der Luft fliegt das Gespann in den vorgesehenen Luftraum. Dort wird die Do-DT 55 ausgeklinkt und fliegt ihrem programmierten Ziel entgegen. 
Die Konstruktion der Do-DT 55 bediente sich dabei Baugruppen, welche schon bei der Do-DT 25/35 verwendet wurden. Sie verfügt über einen geschossförmigen Rumpf mit kleinen Stummelflügeln. Das Triebwerk ist im Rumpf untergebracht. Eine maximale Geschwindigkeit von 450 kts (225 m/s = ca. 810 km/h) kann erreicht werden.
Im Dezember 2004 wurde die Do-DT 55 qualifiziert.
| Kenngröße               | Daten                             |
| ----------------------- | --------------------------------- |
| Länge                   | 1,65 m                            |
| Flügelspannweite        | 0,6 m                             |
| Nutzlast                | 3 kg                              |
| maximale Startmasse     | 22 kg                             |
| Geschwindigkeitsbereich | 100–230 m/s (ca. 360–810 km/h)    |
| Antrieb                 | 1× Strahltriebwerk mit 220 N      |
| Flughöhe MSL            | bis zu 25.000 ft (bis zu 8.300 m) |
| Höchstflugdauer         | ca. 4 min                         |